# Down the Stretch (film 1927)
Down the Stretch è un film muto del 1927 diretto da King Baggot. La sceneggiatura di Curtis Benton si basa sul racconto The Money Rider di Gerald Beaumont pubblicato su Red Book nell'agosto 1924. Prodotto e distribuito dalla Universal Pictures, il film aveva come interpreti Robert Agnew, Marian Nixon, Virginia True Boardman, Lincoln Plumer, Jack Dougherty, Ward Crane, Ben Hall, Otis Harlan, Ena Gregory.

## Trama
Pur se sua madre è contraria, Marty Kruger diventa fantino come suo padre, guadagnando in breve tempo una reputazione eccezionale. Va a lavorare per le scuderie Tupper dove incontra e subisce l'ostilità e i soprusi di Hippo Devlin, l'allenatore. Nonostante questo, ama il suo lavoro e ama anche Katie Kelly, la bella cameriera della mensa. I due si fidanzano. Marty, però, resta ferito e deve abbandonare per un certo periodo le corse. Quando ritorna, Devlin lo costringe a una dieta ferrea trovandolo in sovrappeso. Ma la drastica riduzione di cibo rischia di mettere in pericolo la sua salute. Intanto Conlon, che gestisce le scommesse, vuole che Tupper perda e cerca di corrompere Marty facendolo mangiare. Il fantino rifiuta e partecipa alla gara pur se non si sente bene. Vince la corsa, svenendo però comunque per la debolezza. Tupper allora licenza Devlin, assumendo al suo posto Marty.

## Produzione
Il film fu prodotto dall'Universal Pictures.

## Distribuzione
Il copyright del film, richiesto dall'Universal, fu registrato il 13 dicembre 1926 con il numero LP23430.
Distribuito dall'Universal Pictures e presentato da Carl Laemmle, il film uscì nelle sale cinematografiche statunitensi il 29 maggio 1927 dopo essere stato presentato in prima a New York il 6 aprile. L'European Motion Picture Company lo distribuì nel Regno Unito il 9 maggio 1927 in una versione di 1.600 metri. In Brasile, il film prese il titolo Romance do Prado.
Copia completa della pellicola viene conservata negli archivi della Library of Congress di Washington.